# Liz McColganová
Liz McColganová (* 24. května 1964 Dundee) je bývalá britská atletka, běžkyně na dlouhé tratě, mistryně světa v běhu na 10 000 metrů z roku 1991.
Liz McColganová (24. května 1964 Dundee) je bývalá britská atletka, běžkyně na dlouhé tratě, mistryně světa v běhu na 10 000 metrů z roku 1991.

## Sportovní kariéra
V roce 1987 získala stříbrnou medaili na světovém šampionátu v krosu, o rok později dosáhla stejného úspěchu na desetikilometrové trati ve finále olympijského závodu v Soulu. Na světovém šampionátu v hale v roce 1989 vybojovala stříbrnou medaili v běhu na 3000 metrů. Životní úspěch pro ni znamenalo vítězství v běhu na 10 000 metrů na mistrovství světa v Tokiu v roce 1991. Při svém druhém olympijském startu v Barceloně v roce 1992 doběhla ve finále na této trati pátá.

## Osobní rekordy
- 5 000 metrů – 14:59,56 (1995)
- 10 000 metrů – 30:57,07 (1991)
- Maraton – 2:26:52 (1997)